# Ménder García
Ménder García Torres (Tumaco, Nariño, Colombia; 28 de octubre de 1998) es un futbolista colombiano que juega como delantero. Actualmente milita en el Independiente Medellín de la Categoría Primera A de Colombia.

## Trayectoria

### Once Caldas
Debuta en el equipo Caldense en el 2017 jugando 2 partidos. En el 2018 comienza a obtener más minutos y el 2019 se convierte en el centro delantero titular  del equipo y marca 8 goles.
En el 2020 debuta en la fecha 6 en el estadio Palogrande frente a Patriotas de Boyacá en el empate 0-0.

## Selección nacional

### Categoría inferiores
En 2020 fue convocado para disputar el Preolímpico Sudamericano 2020.

#### Participaciones Sub-23
| Torneo                        | Sede     | Resultado    | Partidos | Goles |
| ----------------------------- | -------- | ------------ | -------- | ----- |
| Preolímpico Sudamericano 2020 | Colombia | Cuarto lugar | 1        | 0     |

## Estadísticas
| Club                   | Div                 | Temporada           | Liga  | Liga  | Liga  | Copa Nacional | Copa Nacional | Copa Nacional | Torneo Internacional | Torneo Internacional | Torneo Internacional | Total | Total | Total | Prom. · |
| Club                   | Div                 | Temporada           | Part. | Goles | Asis. | Part.         | Goles         | Asis.         | Part.                | Goles                | Asis.                | Part. | Goles | Asis. | Prom. · |
| ---------------------- | ------------------- | ------------------- | ----- | ----- | ----- | ------------- | ------------- | ------------- | -------------------- | -------------------- | -------------------- | ----- | ----- | ----- | ------- |
| Once Caldas · Colombia | 1ª                  | 2017                | 2     | 0     | 0     | 0             | 0             | 0             | -                    | -                    | -                    | 2     | 0     | 0     | 0,0     |
| Once Caldas · Colombia | 1ª                  | 2018                | 7     | 0     | 1     | 1             | 0             | 0             | -                    | -                    | -                    | 8     | 0     | 1     | 0,00    |
| Once Caldas · Colombia | 1ª                  | 2019                | 28    | 8     | 4     | 3             | 1             | 1             | 0                    | 0                    | 0                    | 31    | 9     | 5     | 0,19    |
| Once Caldas · Colombia | 1ª                  | 2020                | 2     | 0     | 0     | 0             | 0             | 0             | -                    | -                    | -                    | 2     | 0     | 0     | 0,0     |
| Once Caldas · Colombia | Total               | Total               | 39    | 8     | 5     | 4             | 1             | 1             | 0                    | 0                    | 0                    | 43    | 9     | 6     | 0,39    |
| Total en su carrera    | Total en su carrera | Total en su carrera | 39    | 8     | 5     | 4             | 1             | 1             | 0                    | 0                    | 0                    | 43    | 9     | 6     | 0,39    |